# Jil Teichmann
Jil Belén Teichmann (n. 15 iulie 1997, Barcelona, Catalonia, Spania) este o tenismenă profesionistă elvețiană. Cea mai înaltă poziție în clasamentul WTA la simplu este locul 21 mondial, la 11 iulie 2022, iar la dublu locul 73 mondial, la 20 iunie 2022. A câștigat două titluri de simplu și un titlu de dublu în Turul WTA și un titlu de dublu la turneele WTA 125, împreună cu șase titluri de simplu și cinci titluri de dublu pe Circuitul ITF.
A câștigat primul ei titlu WTA la Praga în 2019. În iulie a acelui an, ea a câștigat un alt titlu WTA, după ce a câștigat prima ei victorie împotriva jucătoarelor din top-10 în fața lui Kiki Bertens. Ea a continuat să progreseze, în martie 2021 ajungând în semifinalele turneului WTA 1000 Dubai Tennis Championships. Cu aceste performanțe ea a intrat în top 50. Mai târziu în acel an, a ajuns în finala Cincinnati Open, un turneu WTA 1000, învingându-le pe Naomi Osaka, Belinda Bencic și Karolína Plíšková, înainte de a pierde în fața nr.1 mondial, Ashleigh Barty.

## Statistici carieră

### Participare la turnee de Grand Slam
| C | F | SF | QF | #R | RR | Q# | P# | DNQ | A | Z# | PO | Au | Ag | Br | NMS | P | NH |

### Simplu
| Turneu           | 2016 | 2017 | 2018 | 2019 | 2020 | 2021 | 2022 | SR     | C–P  | Victorii % |
| ---------------- | ---- | ---- | ---- | ---- | ---- | ---- | ---- | ------ | ---- | ---------- |
| Australian Open  | A    | Q1   | Q1   | Q1   | 1R   | 1R   | 2R   | 0 / 3  | 1–3  | 25%        |
| French Open      | A    | Q3   | Q1   | Q1   | 1R   | A    | 4R   | 0 / 2  | 3–2  | 60%        |
| Wimbledon        | A    | A    | A    | 1R   | NH   | 1R   | 1R   | 0 / 3  | 0–3  | 0%         |
| US Open          | Q1   | Q1   | 2R   | 1R   | 1R   | 2R   | 1R   | 0 / 5  | 2–5  | 29%        |
| Câștigat–pierdut | 0–0  | 0–0  | 1–1  | 0–2  | 0–3  | 1–3  | 4–4  | 0 / 13 | 6–13 | 32%        |